# 資料流程圖

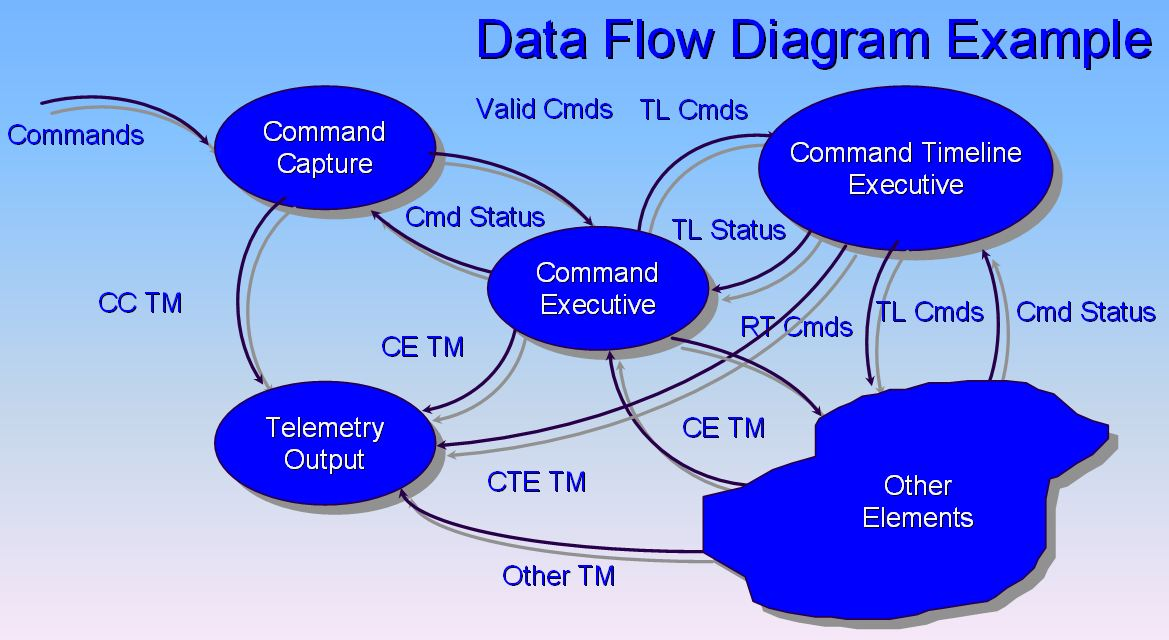
数据流图例子.

Data Flow Diagram，縮寫為DFD。中文名数据流图或資料流程圖。數據流圖DFD是描述系統中數據流程的一種圖形工具，它標誌了一個系統的邏輯輸入和邏輯輸出，以及把邏輯輸入轉換邏輯輸出所需的加工處理。
值得注意的是，数据流图不是传统的流程图或框图，数据流也不是控制流。数据流图是从数据的角度来描述一个系统，而框图是从对数据进行加工的工作人员的角度来描述系统。

## 數據流圖的圖符

箭頭表示數據流；圓或橢圓表示加工；雙杠或者单杠表示數據存儲；矩形框表示數據的源點或終點，即外部實體。

數據流圖有四種基本圖形符號：

## 分层DFD
如果系统的规模较大，仅用一个DFD难以描述，会使得系统变得复杂、庞大而又难以理解。为了降低系统的复杂性，一般采取“逐层分解”的方法，绘制分层的DFD。
- 绘制分层DFD的原则一般是：先全局后局部，先整体后细节，先抽象后具体。
- 绘制分层DFD的步骤一般是：
  - 先确定整个系统的范围和功能，绘制顶层的DFD。
  - 绘制出顶层的DFD之后，然后逐层分解顶层DFD，获得若干中间层DFD。
  - 根据获得的中间层DFD绘制各个底层的DFD。

## 实例

数据记录 输入 系统 输出 用户

一个简单的数据流图

### 引用
1. ↑  John Azzolini (2000). Introduction to Systems Engineering Practices （页面存档备份，存于）. July 2000.